# أدريان الينسون
رسام بريطاني (ولد في 9 يناير 1890 - وتوفي في 20 فبراير 1959)
الينسون كان الابن البكر للطبيب، الذي الدعوة للنباتية وسائل منع الحمل قد أدى إلى تعرضه للضرب قبالة، والألماني رسام صورة اليهودي. بعد أن ترك ويكليف كلية، وبدأ الينسون دراسة الطب، ولكن أعطى هذا الأمر، واتجهوا بدلا من ذلك للفن، والحصول على منحة دراسية في السنة الثانية في مدرسة سليد للفنون الجميلة. تخرج في عام 1910، سافر إلى أوروبا للدراسة في باريس وميونيخ. بعد معرضه الأول، في نادي معرض جبال الألب، في شهر فبراير عام 1911، وأصبح واحدا من الأعضاء المؤسسين للكامدن تاون المجموعة، ومع أعضاء آخرين في وقت لاحق انضم مع Vorticists لتشكيل مجموعة لندن.

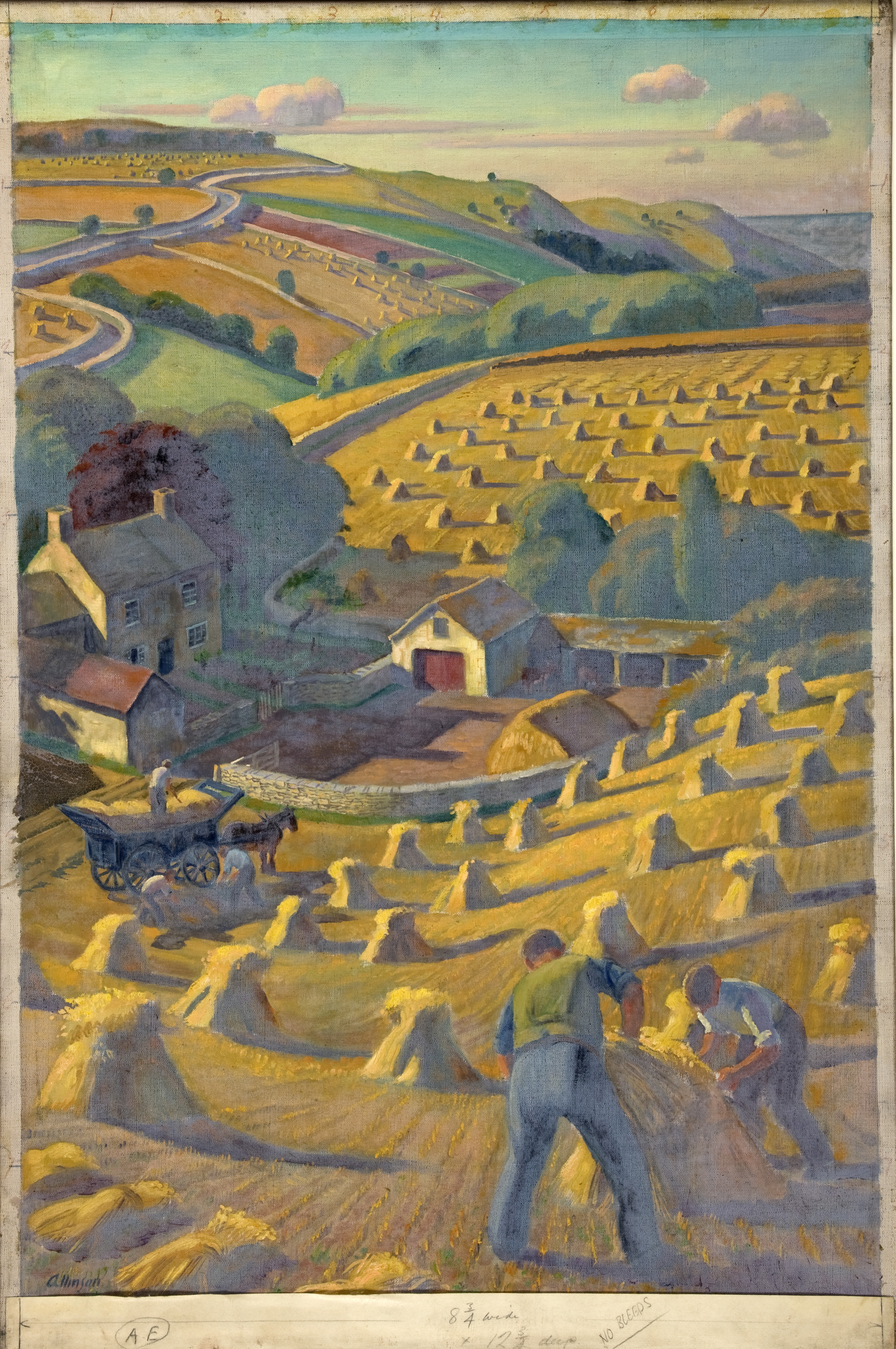
"Harvesting", used as part of the Dig for Victory campaign during World War II